# MCV Bus and Coach

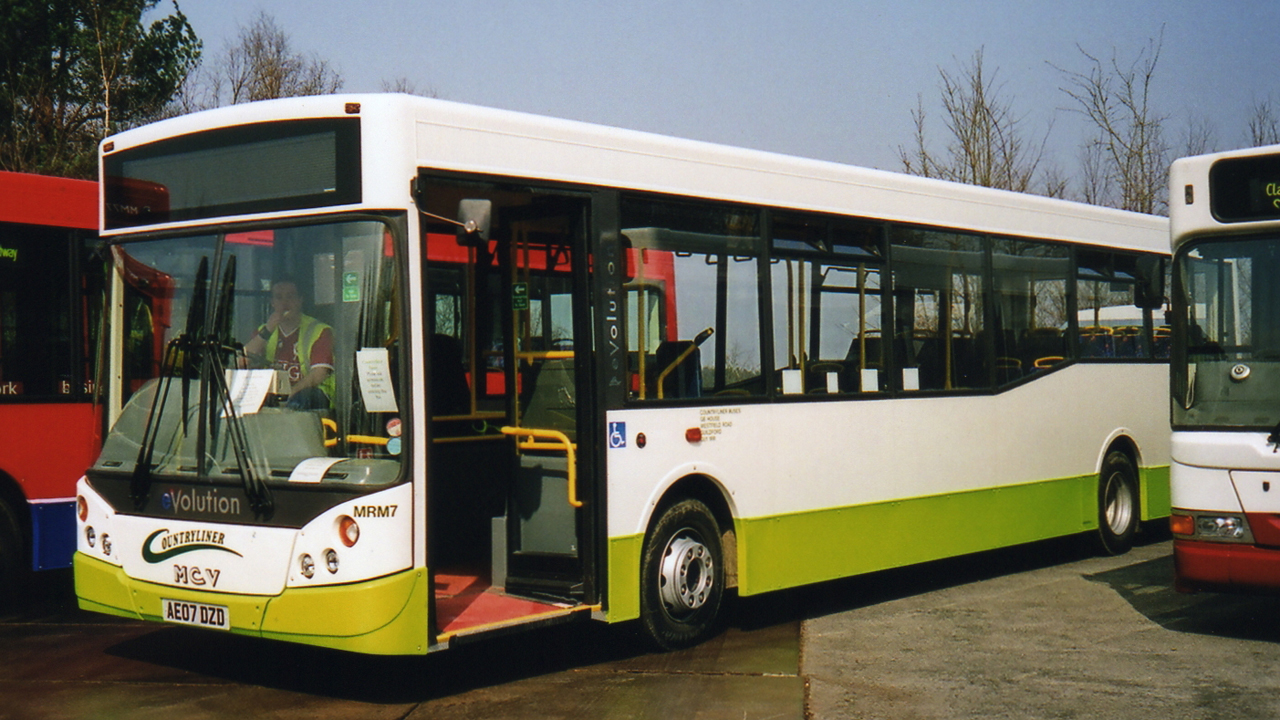
MCV Evolution

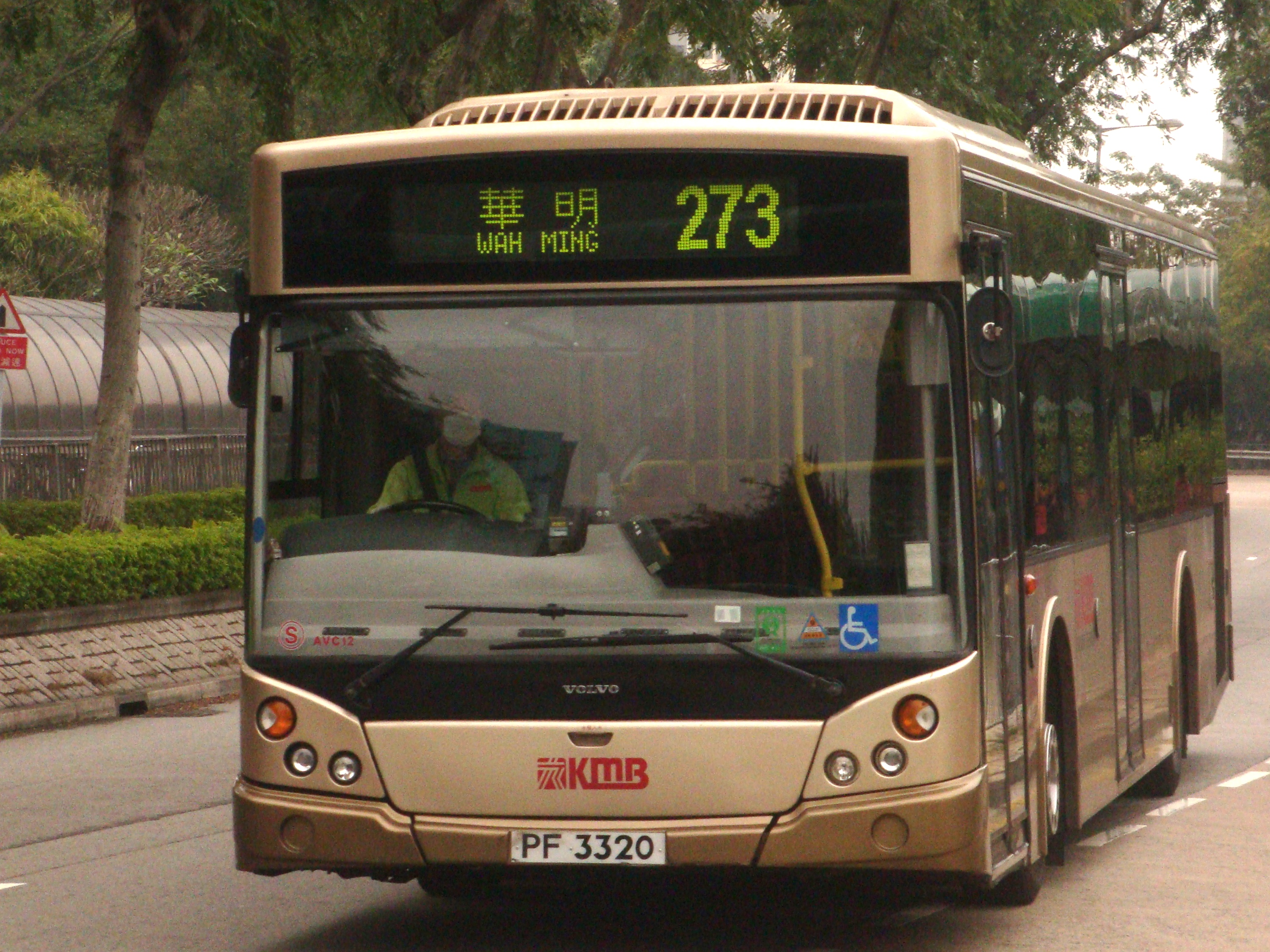
MCV Evolution на базе Volvo B7RLE в Коулуне

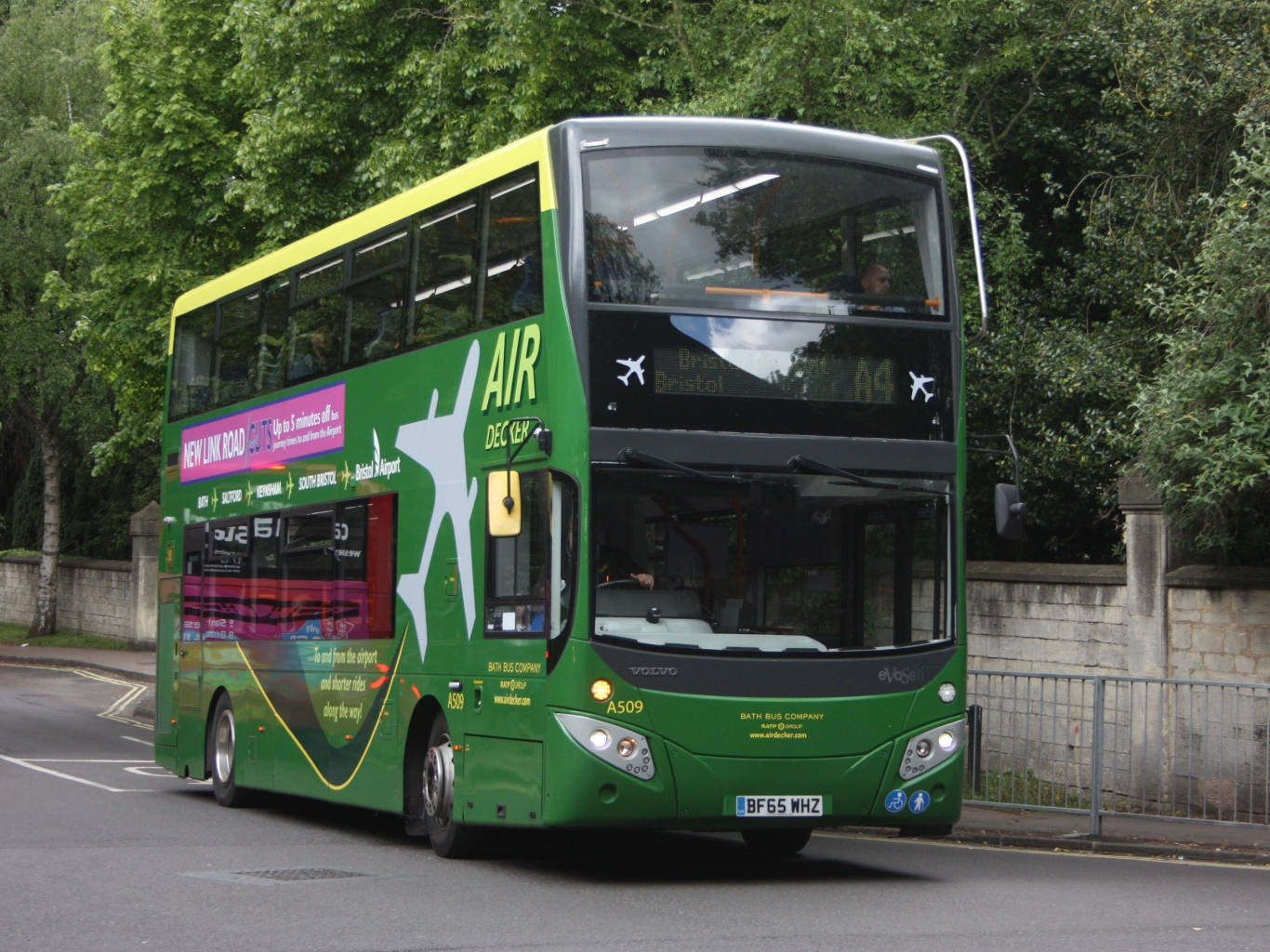
MCV EvoSeti на базе Volvo B5TL

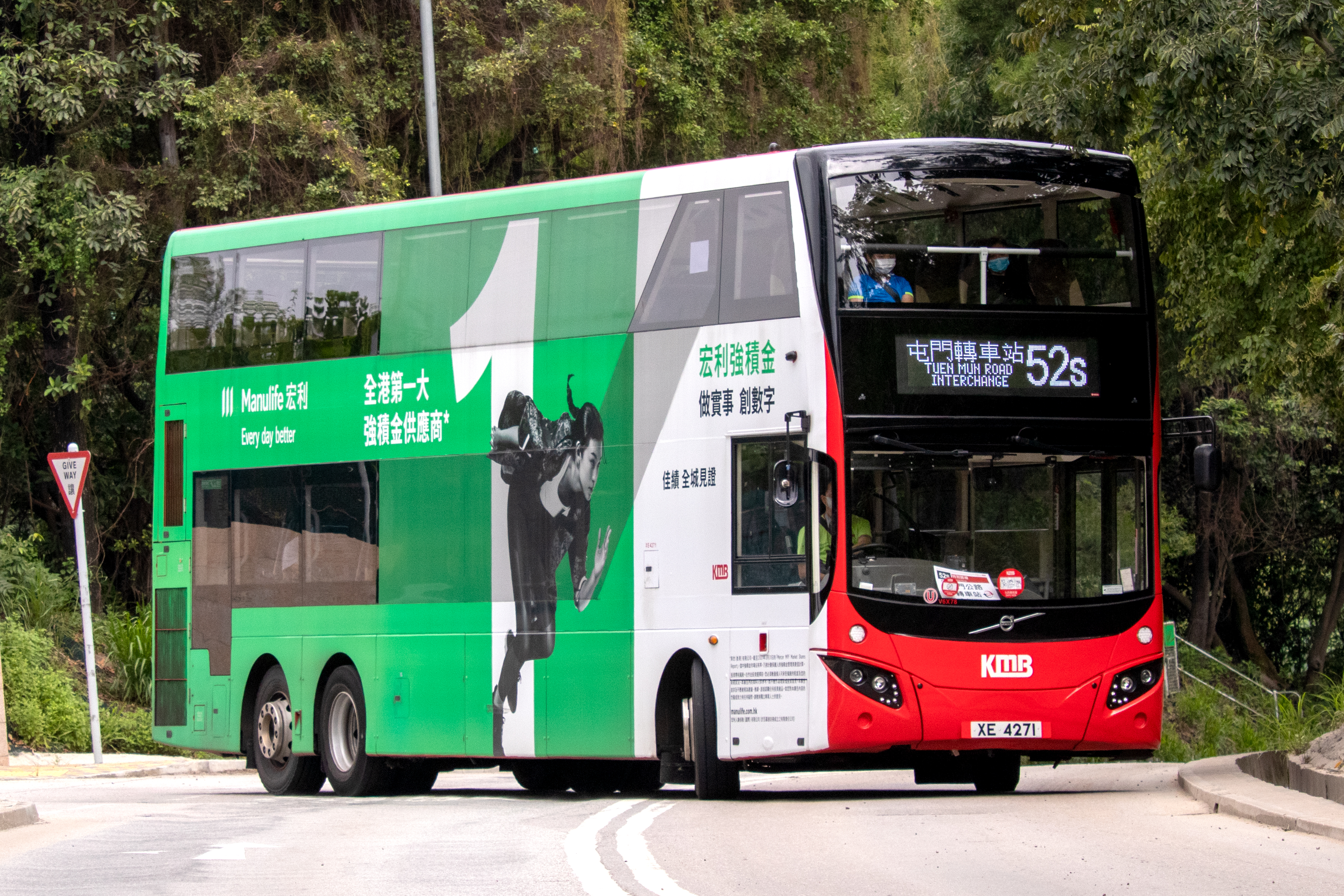
MCV EvoSeti на базе Volvo B8L

MCV Bus and Coach — египетский производитель автобусных кузовов, основанный в 2002 году.

## История
В начале 2003 года компания MCV Bus and Coach выпустила первые пять автобусных кузовов для Dennis Dart. Но так как шасси Dennis Dart являлись собственностью TransBus и не могли использоваться в других странах, производителю пришлось разрабатывать автобусы на шасси MAN 14.220.
Первой моделью компании стала Stirling. В 2005 году на смену пришёл автобус Evolution, который выпускался на шасси Alexander Dennis, MAN Truck & Bus, Mercedes-Benz, VDL Bus & Coach и Volvo Bussar.
Также компания выпускала двухэтажные автобусы DD102, DD103 и EvoSeti, значительная часть которых поступила в Лондон.

## Выпускаемые модели
- MCV EvoTor (2018 — настоящее время)
- MCV Evora (2018 — настоящее время)
- MCV EvoSeti (2015 — настоящее время)

## Модели, снятые с производства
- MCV Capital (2003)
- MCV DD102 (2014)
- MCV DD103 (2011—2014)
- MCV Ego (2006—2007)
- MCV Evolution (2003—2014)
- MCV Stirling (2003—2005)
- MCV Evolution 2 (2011—2018)